# 영풍 단촌리 느티나무
영풍 단촌리 느티나무(榮豊 丹村里 느티나무)는 대한민국 경상북도 영주시 안정면 단촌리에 있는 느티나무이다. 1982년 11월 9일 대한민국의 천연기념물 제273호로 지정되었다.

## 개요
느티나무는 우리나라를 비롯하여 일본, 대만, 중국 등의 따뜻한 지방에 분포하고 있다. 가지가 사방으로 퍼져 자라서 둥근 형태로 보이며, 꽃은 5월에 피고 열매는 원반모양으로 10월에 익는다. 줄기가 굵고 수명이 길어서 쉼터역할을 하는 정자나무로 이용되거나 마을을 보호하고 지켜주는 당산나무로 보호를 받아 왔다.
영풍 단촌리의 느티나무는 약 700년 정도 된 것으로 전해지고 있으며, 높이 16.4m, 둘레 10.3m의 크기이다. 매년 추석마다 온 마을 사람들이 나무 아래에 모여 제사를 지내고 있다.
영풍 단촌리의 느티나무는 마을의 수호신으로 섬겨지고, 마을의 안녕과 한 해의 풍년을 기원하는 대상이 되는 신성한 나무로서 학술적·문화적 자료로서의 가치가 높아 천연기념물로 지정·보호하고 있다.

## 같이 보기
- 느티나무

## 참고 자료
- 영풍 단촌리 느티나무 - 국가유산청 국가유산포털